# 整理信託公社
整理信託公社(Resolution Trust Corporation RTCと略される)はアメリカ合衆国のS&L危機の際設立された資産管理会社(バッドバンク)である。
1989年、貯蓄貸付組合が大量に破綻したため、S&Lに対する預金保険公社が破綻し、それに代わって破綻処理を行う政府機関として連邦預金保険公社からの人材を元に時限的に設立された。
預金者に対する払い戻しを行う一方、破綻したS&Lの財産を保全し、処分を行った。この過程でまるごと資産を売却するバルクセールという従来の手法に加え、証券化を活用し、民間の債権回収会社に管理と回収をまかせたり、投資会社等とパートナーシップを組むなどして、民間企業による企業再生手法を活用し資産の回収につとめた。
1995年に連邦預金保険公社に承継された。このときまでに引き受けた財産の8割を越える額を回収したとされる。
日本の金融破綻処理の参考にされ、整理回収機構は設立過程で日本版RTCと呼ばれていて、現在の英語略称も類似のRCCである。